# 蔣堅忍
蔣堅忍（1902年9月25日—1993年2月9日），字孝全，中華民國空軍中將，浙江奉化人。
上海大學畢業，黃埔軍校四期及中央航空學校第五期轰炸科（在职接受飞行教育）結業。國民革命軍北伐时期，蔣堅忍任二十六軍政治部主任。國共內戰失敗，1949年隨著中華民國政府抵达台灣。
蔣堅忍也是中國現代空軍創始人之一，并長期擔任空軍教育工作。
| 前任： 首任 | 中華民國国防部常务次长 · 1961年1月－1965年10月 | 繼任： 唐君铂 |

## 外部連結
- 814的幕後英雄[永久]
- 國防部總政治部主任蔣堅忍返國
- 长天大捷（1）[永久]
- 长天大捷（2）[永久]
- 长天大捷（3）[永久]
- 空手入白刃）